# 李商隐
李商隱（813年1—約858年），字義山，號玉谿生、樊南生，怀州河内县（今河南省沁阳市）人，祖籍陇西狄道（今甘肃省临洮县），晚唐詩人，和杜牧合稱“小李杜”，與溫庭筠合稱為“溫李”，與同時期的段成式、溫庭筠風格相近，且都在家族里排行十六，故并稱為三十六體。在《唐詩三百首》中，李商隱的詩作佔廿二首，數量位列第四。

## 生平

### 家世
李商隐自称出自陇西李氏姑臧房，是北齐光州中从事李凝之的后代。经张采田考证，确认他是唐代皇族的远房宗室。李商隐数次在诗歌和文章中申明自己的皇族宗室身份。2
李商隐的家世，有记载的可以追溯到他的高祖李涉。李涉曾担任过最高级的行政职位是美原县令；曾祖李叔恆（一作叔洪），曾任安阳县尉；祖父李俌，曾任邢州錄事參軍；父親李嗣，曾任殿中侍御史，在李商隐出生的时候，李嗣任获嘉（今河南获嘉县）县令。

### 早年生活及教育
李商隐生于荥阳，3岁时随父去浙江，一说李商隐出生于浙江。在李商隐10岁前后，他的父亲在浙江幕府去世，他和母亲、弟妹们回到了河南故乡，生活贫困，要靠亲戚接济。在家中李商隐是长子，因此也就同时背负上了撑持门户的责任。后来，他在文章中提到自己在少年时期曾“佣书贩舂”，即为别人抄书賺钱，贴补家用。
李商隐早年的贫苦生活对他性格和观念的形成影响很大。一方面，他渴望早日做官，以光宗耀祖。事实上，他也确实努力承担起家族的责任。成年后，李商隐曾利用为母亲守孝的时间，将寄葬在各地的亲属灵柩迁葬到荥阳。陈贻焮认为这是除了受宗法思想支配外，还由于从小孤贫，家道衰微，因此更加看重骨肉之情。另一方面，早年的经历使他养成犹豫、敏感、清高的性格，这些特征既大量地从他的诗文中流露出来，也表现在他曲折坎坷的仕途生涯。
李商隐的启蒙教育可能来自他的父亲，对他影响最大的老师，则是他回到故乡后遇到的一位同族叔父。这位堂叔父曾上过太学，但没有做过官，终身隐居。据李商隐回忆，这位叔父在经学、小学、古文、书法方面均有造诣，而且对李商隐非常器重。受他的影响，李商隐“能为古文，不喜偶对”。大约在他16岁时，写出了两篇优秀的文章《才论》、《圣论》（今不存），获得一些士大夫的欣赏。这些士大夫中，就包括时任天平节度使的令狐楚。
令狐楚是李商隐求学生涯中又一位重要的人物，他本人是骈体文的专家，对李商隐的才华非常欣赏，不仅教授他骈体文的写作技巧，而且还资助他的家庭生活，鼓励他与自己的子弟交游。在令狐楚的帮助下，李商隐的骈体文写作进步非常迅速，由此他获得极大的信心，希望可以凭借这种能力展开他的仕途。在写于这一时期（太和四年，830）的《谢书》中，李商隐表达了对令狐楚的感激之情以及本人的踌躇满志：“微意何曾有一毫，空携笔砚奉龙韬。自蒙夜半传书后，不羡王祥有佩刀。”

### 应举之路
在唐代，缺乏门第背景的知识分子希望在仕途有所发展，主要的出路有两个：科举和幕府。前者被认为是进入官场的资格，是官方对其行政能力的认可；后者是一些有势力的將領或高官自己培养的政治幕僚团队，如果表现出色，也往往可以通过这些將領或高官的举荐，成为朝廷正式的官员。中晚唐时期，很多官员都既考取科举，也有作为幕僚的经历。
文宗开成二年（837年），李商隐考取了进士资格。在此之前，他已经失败过多次。李商隐初次应举的年份难以考证，有人相信甚至在10年之前——即文宗太和二年（828）——李商隐就开始了他漫长而艰苦的应举之路。与大多数缺乏权势背景的考生一样，李商隐并不指望一举成功。他目前流传下来的诗文中没有提及当时的情形，这多少说明他对于初试的失败不是非常在意。然而，随着失败次数的增多，他渐渐开始不满。在《送从翁从东川弘农尚书幕》诗中，他将没有录取他的考官（太和七年，贾餗）比喻成阻挠他成功的小人：“鸾皇期一举，燕雀不相饶。”李商隐前來投奔华州（今陕西华县）刺史崔戎，辟为掌书记，後來崔戎送李商隐到南山的僧寺中温书。太和八年（834年）三月，崔戎调任兖海观察使，李商隐又随至兖州。
李商隐從不認為自己学识不足。早在太和四年（830年），曾经与他一起游学的令狐绹就考中进士。这显然不是因为令狐绹的学识才华比李商隐优秀，而是由于他父亲令狐楚的影响力。权贵们互相提携，大量录取上流社会关系网中的考生，在唐代科举中是很普遍的现象。许多缺乏靠山的考生都会在考试之前就去刻意结交关系，或者想出种种办法引起考官及名流的注意。4据李商隐自述，他在这方面是比较低调的（《与陶进士书》），但如果说他不曾对令狐楚寄予希望，可能性也不大。从李商隐在開成元年写给令狐绹的一封信中“尔来足下仕益达，僕固不动”之类的话，可以看出他的情绪已经相当烦躁了。而他于開成二年的中举，也正是令狐父子應其所求，对当值的考官施加影响的结果。5

### 步入仕途
李商隐考中进士的当年（开成二年，837）年末，令狐楚病逝。在参与料理令狐楚的丧事后不久，李商隐应泾原节度使王茂元的聘请，去泾州（今甘肃泾川县北部）作了王的幕僚。王茂元对李商隐的才华非常欣赏，甚至将女儿嫁给了他。从李商隐后来的经历中可以看出，这桩婚姻将其拖入了牛李党争的政治漩涡中。
李商隐的尴尬处境在于：王茂元与李德裕交好，被视为“李党”的成员；而令狐楚父子属于“牛党”。因此，他的行为就被很轻易地被解读为对刚刚去世的老师和恩主的背叛。李商隐很快就为此付出了代价。在唐代，取得进士资格一般并不会立即授予官职，还需要再通过由吏部举办的考试。开成三年（838）春天，李商隐参加授官考试，结果在复审中被除名。这件事对李商隐最直接的影响是使得他获得朝廷正式官职的时间推迟了一年。不过，他并没有后悔娶了王茂元的女儿王晏媄。他们婚后的感情很好，在李商隐的眼中，王氏是一位秀丽温和体贴的妻子。
开成四年（839），李商隐再次参加授官考试，顺利通过，得到了秘书省校书郎的职位。这是一个低级的官职，但有一定的发展机会。没过多久，被调任弘农（今河南灵宝）县尉。虽然县尉与校书郎的品级差不多，但远离权力的中心，显然会使以后发展受到影响。李商隐在弘农任职期间很不顺利，他因为替死囚减刑（“活狱”）而受到上司陕虢观察使孙简的责难。孙简很可能以某种不留情面的态度对待李商隐，使李商隐感到非常屈辱，难以忍受，最终以请长假的方式辞职（《任弘农尉献州刺史乞假归京》）。凑巧的是，在此前后孙简正好被调走，接任的姚合设法缓和了紧张的局面，在姚合的劝慰下，李商隐勉强留了下来，但李商隐显然已没心情好好工作了，不久（开成五年，840）就再次辞职并得到获准。

### 闲居时期
辞去了弘农县尉，李商隐经过一段时间的调整，于武宗会昌二年（842）设法又回到秘书省任职。这一次，他的职位“正字”品阶比三年前的“校书郎”还低。在唐代，大家普遍认为在京城里的任职会比外派的官员有更多的机会升迁，而李商隐所在的秘书省，又比较容易受到高层的关注。对李商隐而言，另一个好消息是，宰相李德裕获得了武宗充分的信任，这位精干的政治家几乎被授予全权处理朝政。李商隐积极支持李德裕的政治主张，他踌躇满志，有理由期待受到重用的机会。
李商隐重入秘书省不到一年，他的母亲去世。他必须遵循惯例，离职回家丁憂三年。这次变故对李商隐政治生涯的打击是致命的。他闲居在家的三年（会昌二年末至会昌四年末），是李德裕执政最辉煌的时期。错过了这个时期，随着不久之后武宗的去世，李德裕政治集团骤然失势，李商隐已经难以找到政治上的知音。会昌三年（843），李商隐的岳父王茂元在代表政府讨伐藩镇叛乱时病故。王茂元生前没有利用自己的影响力帮助李商隐的升迁，但他的去世无疑使李商隐的处境更加困难。
李商隐在闲居的几年里处理了一些家庭的事务，其中最主要的一项工作，就是将一些亲属的墳迁回了故乡的家族墓。这种维护家族荣誉的努力多少使他获得心理上的满足。从现存的部分诗文中可以看出，李商隐尽量调整自己的心态，淡化对政治生涯的兴趣和期待。他有时从事农耕，声称自己“渴然有农夫望岁之志”，模仿陶渊明的风格写作田园诗歌。不过，纷乱的时局始终吸引着李商隐的注意力。他有非常鲜明的政治倾向，几乎无法隐藏。

### 幕府游历
会昌五年（845）十月，李商隐结束了守孝，重新回到秘书省。此时，武宗与宰相李德裕富有效率的合作关系已经到了晚期。次年三月，武宗去世，传言他是由于长期服用道士进献的长生丹药而中毒身亡。经过一系列的宫廷斗争，宣宗李忱即位，他反对武宗的大部分政策，尤其厌恶李德裕。因此，几乎整个会昌六年（846），都持续新一轮政治清洗，曾经权倾一时的宰相李德裕及其支持者迅速被排挤出权力中心。在宣宗本人的支持下，以白敏中为首的牛党新势力逐渐占据了政府中的重要位置。
这一年，李商隐任秘书省正字。35岁的李商隐终于有了儿子（李衮师），他的堂弟李羲叟也在这一年中了进士，这两个好消息大概只能让他兴奋一时。由于支持李德裕的政治纲领以及之前就被令狐绹等人视为背叛，他不大可能分享牛党的胜利。尽管他的职位几乎低得不值得在权力斗争中被排挤，但仍然可以想象他的郁闷心情。因此，当大中元年（847）桂管观察使郑亚邀请他往赴桂林任职时，他几乎没有犹豫。
从太和三年（829）受聘于当时的天平军节度使令狐楚开始，李商隐多次进入地方官员的运作机构中担任幕僚的角色。事实上，他身为幕僚的经历比正式任职于朝廷的时间更长。不过，在宣宗大中元年（847）之前，他似乎一直将这样的经历作为过渡。对于在政治上颇有抱负的李商隐来说，这种经验非常重要，既是他历练工作能力的过程，也是积累社会关系的途径。不过，毕竟只是为日后的大展宏图而进行的准备活动。从时间上看，以往每一次的工作经验几乎都在数月之内，变动频繁，而且一旦有了入朝为官的机会，就会立即辞去幕府的工作。而这一次，李商隐作为郑亚的幕僚前往桂林时，他也许还没有意识到自己的仕途已近末路。在之后的10年间，他将在幕府游历中逐渐耗尽所有的政治热情。

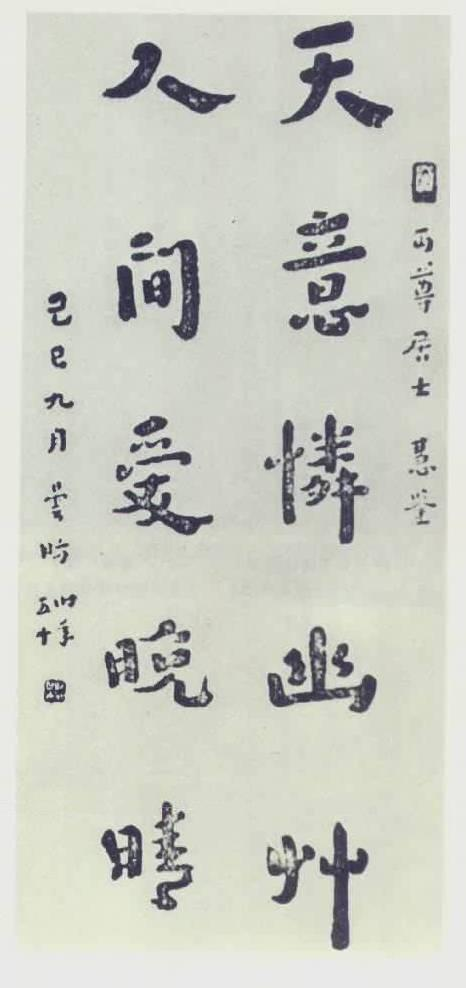
弘一法师手书李商隐诗句，此诗李商隐作于桂州

大中元年三月，李商隐告别家人，随郑亚出发，经过两个月左右的行程，来到距京城大约5000以外的南方。郑亚的这次南迁，是牛党整肅计划的一部分。李商隐愿意主动跟从一位被贬斥的官员，表明他同情李德裕一党。另一方面，也显示对自己的升迁不再抱有信心了。在桂林不到一年，郑亚就再次被贬官为循州刺史，李商隐也随之失去了工作。大中二年秋，他回到京城长安。据说，他在潦倒之际，写信给故友令狐绹（他已经进入权力的核心）请求帮助，但遭到拒绝，结果只能靠自己考试得到一个盩厔（今陝西省周至县）县尉的小职位。具有讽刺意味的是：10年前，他正好也是一个相当的职位（弘农县尉）。
李商隐担任盩厔尉时间不长，又被调回帝都。此时，与大中元年他在秘书省的情形非常相似：低微的官职，渺茫的前途，落寞之余，期盼着出现变化。大中三年九月，李商隐得到武宁节度使卢弘止的邀请，前往徐州任职。卢弘止是一位有能力的节度使，对李商隐也非常欣赏。如果卢的仕途顺利，李商隐可能还有最后一次机会。然而不巧的是，李商隐追随卢弘止仅仅一年多后，卢就于大中五年春天病故。这样，李商隐不得不再一次另谋生路。

### 晚年
大中五年，李商隐经历的另一次重大打击，是他的妻子王氏在春夏间病逝。从李商隐的诗文上看，他和王氏的感情非常好。这位出身于富贵家庭的女性，多年来一直尽心照料家庭，支持丈夫。由于李商隐多年在外游历，夫妻在很长的一段时间里聚少离多。可以想象，李商隐对于妻子是有一份歉疚的心意；而他仕途上的坎坷，无疑增强了这份歉疚的感情。家庭的巨大变故并没有给李商隐很长的时间去体验痛苦。
这年秋天，被任命为西川节度使的柳仲郢向李商隐发出了邀请，希望他能随自己去西南边境的四川任职。李商隐接受了参军的职位，他在简单地安排了家里的事情之后，于十一月入川赴职。他在四川的梓州幕府生活了四年，大部分时间都郁郁寡欢。他曾一度对佛法发生了很大的兴趣，他与当地的僧人交往，并捐钱刊印佛经，甚至想过出家。梓幕生活是李商隐宦游生涯中最平淡稳定的时期，他已经再也无心无力去追求仕途的成功了。
大中九年，柳仲郢被调回京城任职。出于照顾，他给李商隐安排了一个盐铁推官的职位，虽然品阶低，待遇却比较丰厚。李商隐在这个职位上工作了两到三年，罢职后回到故乡荥阳闲居。大中十三年秋冬，李商隐在荥阳病故。

## 个人生活

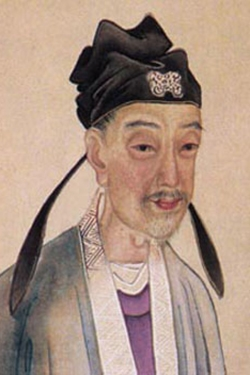
李商隱画像

### 愛情
李商隐的爱情生活，被许多研究者关注，部分原因在于李商隐以《无题》为代表的诗歌中，表现出一种扑朔迷离而又精致婉转的感情，容易被人视为丰富的爱情体验的表达。
关于李商隐的爱情，猜测的部分远远多于有实际证据的，但这并不妨碍人们对此津津乐道，甚至像阅读侦探小说一样揣摩分析他的诗文，希冀发现切实的凭据。下面这些女子被认为是与李商隐有过感情纠葛的：
- 柳枝。柳枝的名字出现在李商隐写于开成元年（836）年的一组诗（《柳枝五首》）中。他还为在这组诗写了一个长长的序言，讲述了柳枝的故事：她是一个洛阳富商的女儿，活泼可爱，开朗大方，在一个偶然的机会听到李商隐的诗（《燕台诗》），心生爱慕，于是主动与他约会。但李商隐失约了。他后来得知，柳枝被一个有权势的人收为妾。两人再也没有见过面。如果不是李商隐杜撰，这一段没有结果的感情很可能就是他的初恋。

- 宋华阳。李商隐在青年时期曾经在玉阳山修习道术，因此有人猜想他在这期间与女道士发生过恋情。在《月夜重寄宋华阳姊妹》、《赠华阳宋真人兼寄清都刘先生》等诗中，李商隐提到了“宋华阳”的名字，于是宋华阳就被认为是李商隐的恋人。苏雪林在《玉谿诗谜》中[7]曾提：永道士是王屋山的道士，也就是義山的老同學。義山之認識宋華陽，想是永道士所介紹的。宋華陽姊妹共有三人，所以義山有「應共三英同夜賞」之詩，從前時候宋華陽和義山戀愛，她的兩位姊妹則和永道士戀愛。後來宋華陽和義山失和，也歸到永道士那邊去了。故義山又有「君今並倚三珠樹」的調謔。

- 锦瑟。李商隐有一首著名的《锦瑟》诗，刘攽云在《中山诗话》中提到，有人猜测“锦瑟”是令狐楚家的一位侍儿，李商隐在令狐家受学期间，曾与她恋爱，但终于没有结果。

- 荷花。民间传说他在与王氏结婚前，曾有一小名“荷花”的恋人，两人十分恩爱。在他进京赶考前一月，荷花突然身染重病，李商隐陪伴荷花度过最后的时光。这段悲剧给他造成很大的打击，以后的诗中他常以荷花为题也是对旧情的眷恋。

- 王氏。王氏是李商隐的妻子。但有人从李商隐《祭小姪女寄寄文》中（“況吾別娶已來，胤緒未立”）推断王氏为李商隐再婚的妻子。如果这种看法成立，李商隐应该还有一位初婚妻子，但关于这方面的史料几乎空白。李商隐与王氏的感情非常好，在王氏去世后，他写下《房中曲》等悼亡诗篇，情感真挚，语意沉痛。其中最著名的，是在他离家赴蜀地宦游途中所作《悼伤后赴东蜀辟至散关遇雪》：“剑外从军远，无家与寄衣。散关三尺雪，回梦旧鸳机。”

对于李商隐爱情生活的研究，以苏雪林的《李义山恋爱事迹考》（1927）最为著名。此书在1947年曾再版，更名为《玉谿诗谜》。苏雪林的研究，继承了程梦星、冯浩等人的成果，拓宽和丰富了这一领域的内容。例如，因她的考证，使得多数人接受了李商隐与女道士的恋爱经历。不过，苏雪林的猜测和推理几乎不加节制，从而构画出几段离奇的恋情，包括他曾与宫女偷情。

### 社会交往
有人根据李商隐部分诗作的风格，推想他性格内向（袁行霈主编：《中国文学史》·第四编·第十一章）。这种猜测多少有些武断。如果从李商隐的另外一些活泼幽默的作品来看，可以得出完全相反的结论。现存的资料（主要是他本人的诗歌和文章）表明李商隐的社交范围广泛，他是一个乐于交往而且颇受欢迎的人。
李商隐交往圈里的人物分为四类：
- 与仕途生计有关的人物。包括令狐楚、令狐绹、崔戎、王茂元、李执方、卢弘止、郑亚、柳仲郢、李回、杜悰、萧浣、杨虞卿、杨嗣复、周墀、姚合、孙简等人。

- 互相酬和诗友。包括杜牧、温庭筠、白居易等人。

- 政见或信仰志同道合的朋友。包括刘蕡、永道士、崔珏、李郢等人。

- 礼节性的交游或亲戚之间的来往。包括令狐绪、韩瞻以及他在各个阶段的同事。

在李商隐的社交生活中，备受后人关注的，是他与“牛李党争”的关系。清代以前的学者普遍认为：李商隐青年时期得到令狐楚的赏识，并有机会跟随他学习“四六文”（骈体文），应该自然而然成为令狐楚所属的牛党。民国以后的学者，虽然对李商隐究竟应该属于哪个党派有不同的意见，但也都同意：正是由于李商隐与令狐楚的这一段经历，使得他一生都被牵累在牛李党争的政治漩涡中。
李商隐本人可能原想置身于牛李党争之外，他的交往有牛有李，诗文中对两方都有所肯定，也都有所批评。然而，在政治斗争中想要保持中立，显然只能是一厢情愿。结果是李商隐两边不讨好，令狐绹尤其厌恶他，认为他忘恩负义。在令狐綯官居高位后，李商隱曾多次嘗試補救，包括寫了一些詩給令狐綯（如《寄令狐郎中》），希望他顾念旧情，但令狐綯始終不理睬他。
在这种情况下，李商隐的仕途显然无法顺利，他曾于唐文宗开成四年（839）、唐武宗会昌五年（845）两入秘书省，但只是短期地担任过低级官职。李商隐也在基层政府做过小官（开成四年-五年：弘农县尉；大中二年-三年：盩厔尉），同样短暂和坎坷。他一生的大部分时间都在一些外派官员的幕下供职。事实上，无论是“牛党”还是“李党”得势，李商隐从来没有机会晋升。他的政治生涯结束于唐宣宗大中十二年（856），其时他追随盐铁转运使柳仲郢，担任盐铁推官，当柳被调任兵部尚书时，他也随即失去工作。在回到家乡后不久即病故。

#### 与令狐楚父子的交往
在父亲去世后，幼年的李商隐陪同母亲回到河南故乡，这里对于他来说是一个完全陌生而且相当艰苦的环境，没有家庭或家族的影响力帮助他在成长过程中自然进入一个社交圈。李商隐凭借才华、人品和性格建立起了自己的社会关系网络。早在十六岁，他就开始与当地的一些知识分子交往，将自己的作品散发给他们阅读，获得了一定的名气——也许就是因此引起了令狐楚的注意。
认识令狐楚是李商隐一生中最重要的事件之一，他后来的生活状态在很大程度上与此有关。令狐楚帮助李商隐进入士大夫的社会阶层，同时也使他卷入了党争的旋涡。从829年（文宗太和三年）令狐楚聘用他作幕僚，到837（文宗开成二年）令狐楚去世，他们一直保持着非常亲密的关系。李商隐以谦卑诚恳的态度赢得了令狐楚的信任，有一件事可以表现这种信任的程度：令狐楚在病危之际召唤李商隐来到身边，要求他代为撰写遗表——这并非普通的遗书，而是要上呈给皇帝的政治遗言。令狐楚本人就是这种文体的高手，而他宁愿让李商隐帮助完成自己一生的总结。另一方面，他们两人之间又有非常微妙的距离感。李商隐在一些场合称呼令狐楚为“四丈”，显得相当亲近，但他从不会放松到忘记时时表达感激之情的地步。当然，与其说李商隐谨小慎微地保持了距离，倒不如说令狐楚的态度给定了双方交往的界限。
在与令狐楚交往的过程中，李商隐学会了如何与既有身份又欣赏自己才华的人融洽相处。这样的人对他而言具有多重身份：伯乐、老师、长辈、上司、赞助者……简言之，他们会对其个人仕途和生活产生很大的影响力。

#### 与王茂元家族的交往
王茂元是李商隐的岳父。身为边疆大吏，王茂元声名显赫，家境富有。在一些资料中，他被认为是当时“牛李党争”中李党的一员。《旧唐书》和《新唐书》的作者都认为李商隐娶了王茂元的女儿王晏媄，是在令狐楚死后背叛了其所属的牛党。但是，近代的一些研究显示：王茂元的李党身份并不是那么确凿，因为没有史料证据表明他真正参与了党争。另一方面，李商隐除了在王茂元身边短期担任过幕僚之外，并没有因为他的婚姻而获得更多的政治资本。李商隐在诗文中也流露出，他在经济和仕途方面，都没有仰仗岳父的支持。这样的辩解看起来是有道理的。会昌三年，王茂元在讨伐刘稹的战争中病故，此时李商隐闲居在家，竟然也都没有及时赶到岳父身边。可见双方的关系并不是非常密切。

#### 与郑亚、卢弘止、柳仲郢等人的交往
郑亚、卢弘止和柳仲郢三人是李商隐幕府生涯中最重要的三位府主。他们都很欣赏李商隐的才华，并且有限度地帮他争取利益。

#### 与刘蕡的交往
刘蕡是李商隐的政治偶像，他早年在应试的对策文中强烈批评宦官干涉政治的弊端，获得朝野一致的敬佩，但也因此断送了仕途。李商隐现存的诗集中，有5首是题名写给刘蕡的。并很可能于大中二年见过面。

### 信仰
李商隱一直篤信佛教，曾入山與僧人同宿，寓居禪院參禪，路經湖南藥山曾拜訪禪師。851年妻子過世，李商隱深受打擊，自此更崇信佛教。他拜高僧知玄為師，有意為佛經刻石以修行功德，祈求從佛法得到解脫，即使捨身也在所不辭。他感嘆自己浮沉於現實世界，佛教使他反省為愛憎執著的愚蠢。現存李商隱詩歌中，有5%與佛教有關。

### 传说
与李商隐有关的传说，散见于后世的史料笔记中。
- 五代孙光宪《北梦琐言》中记载：在令狐楚去世后多年的某个重阳节，李商隐拜访令狐绹，恰好令狐绹不在家。在此之前，李商隐已曾经多次向身居高位的令狐绹陈诉旧情，希望得到提携，都遭到对方的冷遇。感慨之余，就题了一首诗在令狐绹家的厅里：“曾共山翁把酒时，霜天白菊绕阶墀。十年泉下无消息，九日樽前有所思。不学汉臣栽苜蓿，空教楚客咏江蓠。郎君官贵施行马，东阁无因再得窥。”委婉地讽刺令狐绹忘记旧日的友情。令狐绹回来看到这首诗，既惭愧又惆怅，于是令人将这间厅锁起来，终生不开。后来又有人说，这首诗令令狐绹恼羞成怒，很想铲除题诗的墙壁，但由于这首诗里有出现了他父亲的名字（“楚”），按照当时的习俗，他无法毁掉诗作，就只好锁上门不看。也因此更加嫉恨李商隐。

- 宋姚宽《西溪丛语》中记载唐末流传的一个故事：一群文人在洞庭湖中泛舟游玩，有人提议以木兰为题作诗。于是众人一边饮酒一边轮流赋诗。这时，突然出现一位贫穷的书生，口占一绝：“洞庭波冷晓侵云，日日征帆送远人。几度木兰舟上望，不知元是此花身。”吟罢隐身而去。大家都感到惊奇，后来得知，这人就是李商隐的鬼魂。在另一个版本（宋李颀《古今诗话》）中并没有鬼魂出现，是一群诗人在长安聚会时，有人朗诵这首诗，大家才发现原来他就是李商隐。

- 宋蔡居厚《蔡宽夫诗话》中说：白居易晚年非常喜爱李商隐的诗，曾经开玩笑地说：希望我死后能够投胎当你的儿子。后来李商隐儿子衮师出生，李商隐为他取小名叫“白老”。

- 宋李颀《古今诗话》中记载：北宋杨亿、刘筠等人互相以诗唱和，创立“西昆体”，以学习李商隐的诗歌风格著名。当时有一位职业演员扮演李商隐，穿着破烂的衣服，对别人说：杨亿他们生生撕破了我的衣服。引起大家的笑声。有人用这个故事来讽刺“西昆体”诗派对李商隐的继承是生吞活剥。

### 墓葬
关于李商隐的墓葬地点，有两种不同的说法。一处位于沁阳市山王庄镇庙后村，另一处位于荥阳市豫龙镇苜蓿洼村南。前者是李商隐的原籍所在地，后者是其祖辈迁居所至的家乡。由于李商隐晚年生活的资料稀少，他死亡和埋葬的地点目前没有定论。
沁阳李商隐墓的文献依据是清代康熙年间的《河内县志》的古迹图和乾隆年间的《河内通志·陵墓》里的相关内容。《河内县志》里标示出了“李义山墓”的所在地。《河内通志·陵墓》明确记载：“李商隐墓，在府城东。文集内云祖茔在怀州东郊，今不可考。”
当地政府于1987年1月7日宣布李商隐墓为第二批文物保护单位，并于1998年、2001年两次对墓地进行了整修。现在的墓冢区四周砌围墙，整个平面呈方形，边长9米，周围以青石砌筑平台，台上筑盝顶形封丘，前树墓碑，碑首雕作盘龙，碑身正面正中篆书“唐故李商隐之墓”，碑阴上部刻李商隐生平简介，下部刻清康熙三十二年《河内县志》内的古跡图。四周铺设方砖，植松柏。唐代李商隱愛妻《王晏媄墓》埋葬同墓園。
荥阳的李商隐墓一开始为荒冢，距离位于苜蓿湾村南200米左右的农田里。墓冢高约4.2米，东西长约10.4米，南北宽约10.6米，没有墓碑，荒冢上遍布枯木和野草。21世纪初，当地政府对李商隐墓进行了整修，并围绕其修建了李商隐公园。目前为郑州市和荥阳市的文物保护单位。

## 文学成就

### 玉谿诗
李商隐通常被视作唐代后期最杰出的诗人，其诗风受李贺影响颇深，在句法、章法和结构方面则受到杜甫和韩愈的影响。王安石云：“唐人知学老杜而得其藩篱者，惟义山一人而已。”李调元《雨村诗话》认为：“学杜而处处规，此笨伯也，终身不得升其堂，况入其室。唐人升堂，惟李义山一人而已。”葉紹蘊《石林詩話》云：“唐人學老杜，為商隱一人而已；雖未盡造其妙，然精密華麗，亦自得彷彿。”有部分评论家认为，在唐朝的优秀诗人中，他的重要性仅次于杜甫、李白、王维等人。就诗歌风格的独特性而言，他与其他任何诗人相比都不逊色。赞赏李商隐诗歌和批评他的人，所针对的都是他鲜明的个人风格。
根据刘学锴、余恕诚的整理研究，李商隐流传下来的诗歌共594首，其中381首已经基本确定了写作的时间，213首无法归入具体的年份。此外，还有十来首怀疑是李商隐的诗作，不过证据欠充分。

#### 题材

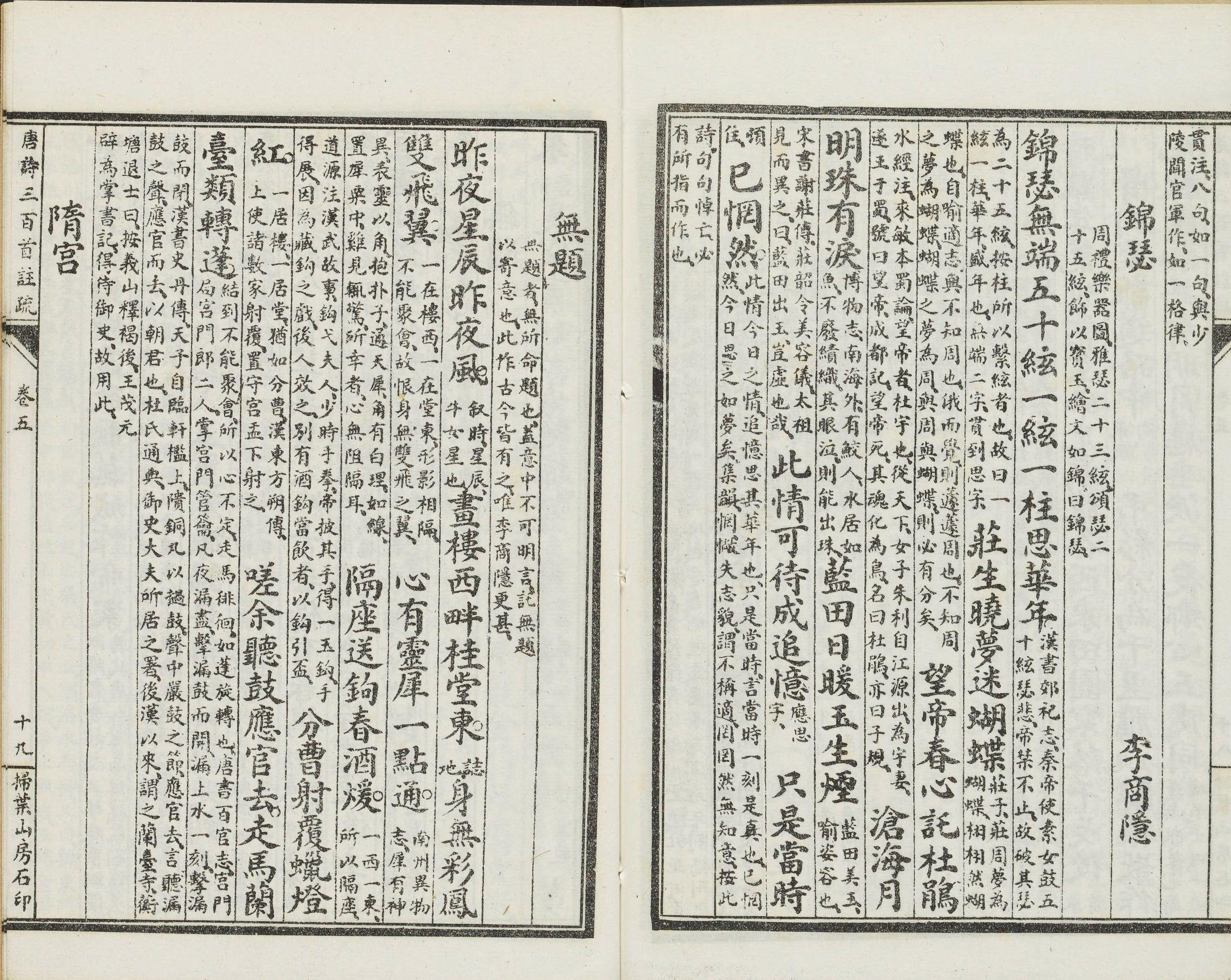
《唐诗三百首注疏》中的李商隐《锦瑟》与《无题》，民国二十年上海扫叶山房石印本

从吟咏的题材来看，李商隐的诗歌主要可以分为几类：
- 政治和咏史。作为一个关心政治的知识分子，李商隐写了大量这方面的诗歌，留存下来的约有一百首左右。其中《韩碑》、《行次西郊作一百韵》、《随师东》、《有感二首》等，是其中比较重要的作品。李商隐早期的政治诗指陈时局，语气严厉悲愤，又含有自我期许的意味，很能反映他当时的心态。在关于政治和社会内容的诗歌中，借用历史题材反映对当代社会的意见，是李商隐此类诗歌的一个特色。《富平少侯》、《北齐二首》、《茂陵》等，就是其中的代表。

- 抒怀和咏物。李商隐一生仕途坎坷，心中的抱负无法得到实现，于是就通过诗歌来排遣心中的郁闷和不安。《安定城楼》、《春日寄怀》、《乐游原》、《杜工部蜀中离席》是流传得较广的几首。值得注意的是，这类内容的作品中许多七言律诗被认为是杜甫诗风的重要继承者。

- 感情诗。包括大多数无题诗在内的吟咏内心感情的作品是李商隐诗歌中最富有特色的部分，也获得了后世最多的关注。《锦瑟》、《燕台诗》、《碧城三首》、《重过圣女祠》等，保持了与无题诗类似的风格。而《柳枝五首》、《夜雨寄北》、《悼伤后赴东蜀辟至散关遇雪》等，则反映出李商隐感情诗另一种风格的意境。他本人在《上河东公启》中称：“至于南国妖姬，丛台妙妓，虽有涉于篇什，实不接于风流。”

- 应酬和交际。在李商隐用于交际的诗作中，写给令狐绹的几首（《酬别令狐补阙》、《寄令狐郎中》、《酬令狐郎中见寄》、《寄令狐学士》、《梦令狐学士》、《令狐舍人说昨夜西掖玩月因戏赠》）特别引人注意，为解释他与令狐绹的关系提供了直接的证据。

#### 风格
李商隱擅作七律和五言排律，七绝也有不少杰出的作品。清朝诗人叶燮在《原诗》中评李商隱的七绝“寄托深而措辞婉，实可空百代无其匹也。”
李商隱一生糾纏於政治鬥爭，與大量的戀愛痛苦中，養成感傷抑鬱的性格。作品中多諷刺意味，大半借託史事，寄其弔古傷今之意。其愛情詩手腕高妙，嚴肅而不輕薄，清麗而不浮淺，词藻华丽，并且善于描写和表现细微的感情，葉嘉瑩認為李義山的詩感受精微銳敏、心意窈眇幽微，足以透出於現實之外而深入於某一屬於心靈之夢幻的境界。
而詩評者大書特書的「晦澀難懂」，可能是因為李商隐的戀愛多半是與女道士、婢女等「不足為外人道」者。李商隐的格律诗继承了杜甫在技巧上的传统，也有部分作品风格与杜甫相似。李商隱的詩經常用典，而且比杜甫用得更深更難懂，而且常常每句都用典故。他在用典上有所独创，喜用各種象徵、比興手法，有時讀了整首詩也不清楚目的為何。而典故本身的意义，常常不是李商隐在诗中所要表达的意义。例如《常娥》（嫦娥），有人直觀認為是詠嫦娥之作，紀昀認為是悼亡之作，有人認為是描寫女道士，甚至認為是詩人自述，眾說紛紜。又有如《錦瑟》的「錦瑟無端五十弦，一弦一柱思華年」，有人說是思念自己的青春年華，也有人認為是想念當年與心上人一起歡度的時光，更或者，直觀地思念當年青春的佳人。
李商隐特好用典的作風，也正好讓他形成了作诗的独特风格。据宋代黄鑑整理的笔记《杨文公谈苑》记载，李商隐每作诗，一定要查阅很多书籍，屋子里到处乱摊，被人比作“獭祭鱼”。明王士桢也以玩笑的口吻说：“獭祭曾惊博奥殚，一篇锦瑟解人难。”（《戏仿元遗山论诗绝句》）批评意见，认为他有时用典太过，犯了晦涩的毛病，使人无法了解他的诗意。鲁迅曾说：“玉谿生清词丽句，何敢比肩，而用典太多，则为我所不满。”

#### 無題詩
李商隱以無題詩著名。根据《李商隐诗歌集解》里所收诗歌的统计，基本可以确认诗人写作时即以《无题》命名的共有15首：
- 《无题》（八岁初照镜）
- 《无题》（照梁初有情）
- 《无题二首》（昨夜星辰；闻道阊门）
- 《无题四首》（来是空言；飒飒东風；含情春畹晚；何处哀筝）
- 《无题》（相见时难）
- 《无题》（紫府仙人）
- 《无题二首》（凤尾香罗；重帷深下）
- 《无题》（近知名阿侯）
- 《无题》（白道萦回）
- 《无题》（万里风波）

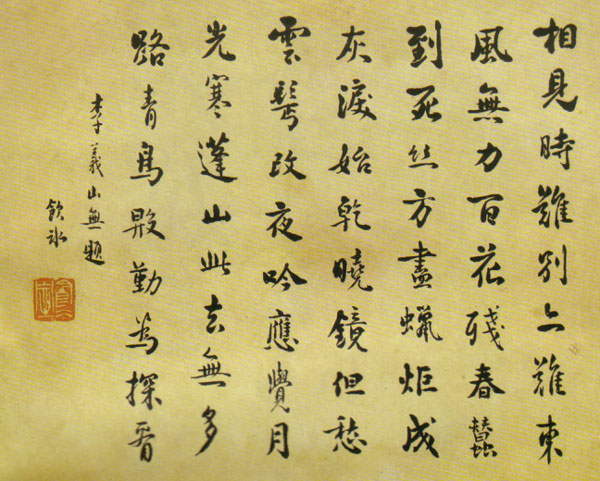
梁启超手书李商隐无题诗

另有5首在目前通行的诗集中经常被标为“无题”的（五律“幽人不倦赏”、七绝“长眉画了”、“寿阳公主”、“待得郎来”、“户外重阴”），经冯浩、纪昀等人考订，认为多半是由于版本问题而产生的原题丢失情况，并非真正的无题诗。
有些研究者（如杨柳）认为李商隐诗集中部分有题目的诗也应该属于无题诗一类，理由是这些诗的题目往往是从诗的首句中取前几字为题（如《昨日》、《日射》等），或者诗题与内容本身毫无联系（如《为有》、《一片》等）。但如果以这样的标准来看，李商隐诗集中可以归入无题诗的就有近百首之多。所以此说并没有得到多数人的支持。
另一方面，许多人倾向于将《锦瑟》、《碧城三首》、《玉山》等诗与无题诗相提并论，认为它们在写法和意境有相似的地方，都是通过隐晦的笔触表现一种微妙复杂的感情。事实上，正是这种一言难尽的情形，使得无题诗吸引了众多的研究者，都试图对这些诗的真正含义作出解释。然而没有一个人的注解能够非常令人信服的阐明诗中的涵义。
冯浩在《玉谿生诗集笺注》总结了前人关于无题诗的笺注工作，从中可以看出诸家观点之大不同：“自来解无题诸诗者，或谓其皆属寓言，或谓其尽赋本事。各持偏见，互持莫决。余细读全集，乃至实有寄托者多，直做艳情者少，夹在不分，令人迷乱耳。”

#### 影响
施蛰存认为，李商隐的诗的社会意义虽然不及李白、杜甫、白居易，但是李商隐是对后世最有影响力的诗人，因为爱好李商隐诗的人比爱好李、杜、白诗的人更多。在清代孙洙编选的《唐诗三百首》中，收入李商隐的诗作22首，数量仅次于杜甫（38首）、王维（29首）、李白（27首），居第四位。这个唐诗选本在中国家喻户晓，由此也可以看出李商隐在普通民众中的巨大影响。
晚唐时期，韩偓、吴融和唐彦谦已经开始自觉学习李商隐的诗歌风格。到了宋代，学习李商隐的诗人就更多了。据叶燮说：“宋人七绝，大概学杜甫者什六七，学李商隐者什三四。”（《原诗》）北宋初期的杨亿、刘筠、钱惟演等人宗法李商隐，经常互相唱和，追求辞藻华美、对仗工整，并刊行了一部《西昆酬唱集》，被称为西昆体。在当时颇有影响。此外，王安石对李商隐也评价很高，认为他的一些诗作（如：《杜工部蜀中离席》）“虽老杜无以过也”（《蔡宽夫诗话》）。王安石本人的诗歌风格也明显受到李商隐的影响。
明朝的诗人从前、后七子到陈子龙、钱谦益、吴伟业，都受到李商隐的影响。清朝喜欢写艳情诗的人更是专学李商隐的无题诗，例如明末王彦泓的《疑云集》和《疑雨集》。民国时期鸳鸯蝴蝶派小说中的香艳诗也是受到他的影响。
关于李商隐对后世的影响，可以参看吴调公《李商隐对北宋诗坛的影响》、《李商隐在清代的余波绮丽》、王玉祥《李商隐对苏曼殊诗的影响》、王兆阳《论李商隐的诗对词的独特风格形成的影响》、刘学锴《李商隐诗与唐宋婉约词》等论文。

### 樊南文
李商隐的写作，除诗歌以外的成就被论及得较少。事实上，他是晚唐时期最重要骈体文作家之一。这种文体注重文辞的对偶，并使用大量典故，广泛使用在唐代官方文件中。李商隐在令狐楚的培养下，成了一位骈体文的专家，为许多官员代笔起草过奏折、书信等文书。《旧唐书·文苑传》说李商隐“尤善为诔奠之辞”。由于当时章奏中使用的骈体文，要求词藻华丽，又要表述准确，因此对于用典的要求很高。而擅长写作骈体文的李商隐，养成了用典的习惯，因此被认为这是他的诗歌中喜欢用典的原因。
李商隐曾将其骈体文作品编订为《樊南甲集》、《樊南乙集》各20卷共832篇。根据《新唐书·艺文志》、《宋史·艺文志》的记载，李商隐的文集，除了自编两集，还有另外一些。但前述这些文集，都没有流传下来。目前可以看到的李商隐的文章，是朱鹤龄、徐炯、冯浩、钱振伦、钱振常、张采田、岑仲勉、刘学锴、余恕诚等人，先后从《全唐文》、《文苑英华》、《唐文粹》等书中搜辑、考证而得到的。最新的汇编文集《李商隐文编年校注》（刘学锴、余恕诚，中华书局，2002）中收入了352篇文章，其中大部分是骈体文，也有少量被称为“古文”的散体文。
范文澜在《中国通史简编》中对李商隐的骈体文评价很高，认为只要《樊南文集》存留，唐代的骈体文就算全部遗失也不可惜。

#### “三十六体”
李商隐、段成式、温庭筠的诗歌由于风格相近，且於家族排輩都為十六，并称三十六体。
“三十六体”的说法，最早见于《新唐书·文艺下·李商隐传》：“商隐初为文瑰迈奇古，及在在令狐楚府，楚本工章奏，因授其学。商隐俪偶长短，繁缛过之。时温庭筠、段成式俱用是相夸，号‘三十六体’。”而在《旧唐书·文苑下·李商隐传》中，却只有“与太原温庭筠、南郡段成式齐名，时号‘三十六’”的说法，没有视其为一个文体流派。因此，岑仲勉（《玉谿生年谱会笺平质》）认为“三十六体”的说法，产生于《新唐书》传记作者宋祁的误会。不过，对这一观点很少有人表示赞同。从元代辛文房（《唐才子传》）开始，后世多将“三十六体”视为一个确定的概念。《汉语大词典》、《辞源》、《中国文学家大辞典》等辞典均收入“三十六体”的条目。
对于“三十六体”的内涵，有各种不同的说法。有认为是指一种诗歌的风格流派，有认为是指骈体文的风格流派，也有认为这种风格既包括诗歌也包括骈体文。更多的时候，人们故意以含糊的态度谈论这个名词。陈冠明分析了历史上对此的各种观点，认为“三十六体”是宋祁总结和认定的李商隐、温庭筠、段成式三人的骈体文流派。（《“三十六体”：宋祁总结、认定的骈文体派》）

## 名、字、号
一般来说，中国古代男子的姓从父亲那里继承，由父亲或者其他长辈起名，而字和号则多是男子成年后为自己取的。据现有的资料无法判断谁为李商隐起的名和字，但“玉谿生”3和“樊南生”两个号都是李商隐自己取的。
根据黄世中的看法，“商隐”是“商山隐士”的意思，来自“商山四皓”的典故；而“义山”，是指隐居而能行义。  
“玉谿”，是今河南济源境内王屋山下的一条溪谷。据说李商隐青年时代曾在附近修习道术。
“樊南”，指长安（今陕西西安）城南的樊川，景色优美，“自韦曲而南，长渠分注，土壤丰腴，菜圃稻畦，罫纷绮错，田庐鸡犬，恍如江南水村图画中。”（傅增湘《秦游日录》）唐代官僚士大夫喜欢在这一带购置别墅，游憩宴乐。李商隐在长安生活期间，有可能常来樊川。

## 箋注

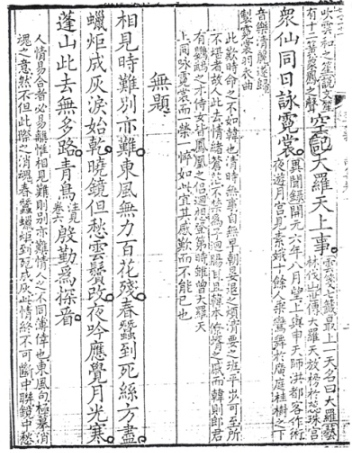
姚培谦分体笺注《李义山诗集》页面 松桂读书堂乾隆刊本

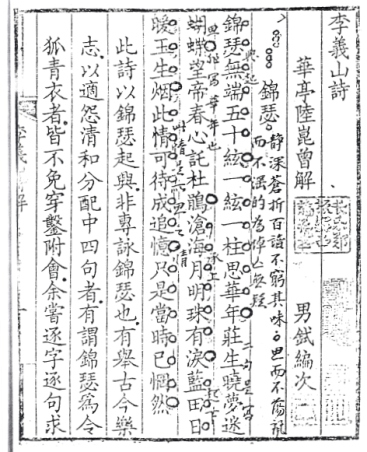
陆崑曾《李义山七律诗解》页面 雍正刊本

由于李商隐诗意比较隐晦，因此一些李商隐诗的爱好者尝试着为这些难懂的诗注解。宋代蔡絛《西清诗话》里提到刘克笺注李商隐诗；元代袁桷《清容居士集》里提到郑潜庵编《李商隐诗选》；明代唐觐《延州笔记》里提到张文亮注过李商隐诗。但这些注本或选本都没有流传下来。事实上，在明末之前，李商隐诗的笺注并不算多。金元时期的文学家元好问曾感叹说：“诗家总爱西昆好，独恨无人作郑笺。”明朝末年的道源和尚，也曾为李诗作注，清朝初年，朱鹤龄在道源注本的基础上，删去了一小部分，又增补了很多，完成《李义山诗注》三卷。这是目前可以看到的最早的李商隐诗歌的完整注本。此后又经过陆昆曾（《李义山诗解》）姚培谦（《李义山诗集笺注》）、屈复（《玉谿生诗意》）程梦星（《重订李义山诗集笺注》）、冯浩（《玉谿生诗详注》）等多人的注解考证，已经能够对李商隐诗中的典故大致了解，但是对于许多诗的涵义仍然没有定论。
在文章整理方面，李商隐曾自编《樊南甲集》、《樊南乙集》，今已不存。清朱鹤龄曾辑录《文苑英华》等书，编成《李义山文集》，但有明显的疏漏。清徐树榖、徐炯在此基础上进行了补充，两人分担了笺、注的工作，成书《李义山文集笺注》，是第一个比较完整的注本。之后，冯浩又对《李义山文集笺注》进行考订改编，著《樊南文集详注》。钱振论、钱振常兄弟从《全唐文》中找到徐注本、冯注本均未收入的佚文两百多篇，编成《樊南文集补编》。

## 《送母回乡》事件
2021年3月18日，豆瓣网友发现署名李商隐的五言诗《送母回乡》实为当代诗人李玉臻所作《暴雨途中二十韵》的截取，而《送母回乡》原本是另一首五言古诗的标题。该诗作为“李商隐”的作品入选了大量少年儿童诗词读本和各种影音课程。

### 引用
1. ↑  刘学锴 《李商隐传论 上》合肥市：安徽大学出版社 , 2002.06 ISBN 7-81052-527-1  10-14
2. ↑  张采田，《玉谿生年谱会笺（外一种）》，北京·中华书局，1963
3. 1 2  陈贻焮：《关于李商隐》，《北京大学学报（人文科学）》，1962年第2期
4. ↑  《新唐书·列传第一百二十八·文艺下·李商隐》載：“令狐楚帅河阳，奇其文，使与诸子游。楚徙天平、宣武，皆表署巡官，岁具资装使随计。”
5. 1 2  杨柳，《李商隐评传》，南京·江苏人民出版社，1981
6. ↑  《请卢尚书撰李氏仲姐河东裴氏夫人志文状》中所云：“会昌二年，商隐授选天官，正书秘阁，……距仲姐之殂，三十一年矣。”
7. ↑  苏雪林，《玉谿诗迷正续合编》，台北·商务印书馆，1988
8. ↑  施蛰存，79 李商隐：七言绝句四首，《唐诗百话》，上海古籍出版社，1988年4月 ISBN 7-5325-0508-1
9. ↑  清代学者徐湛园说“唐之朋党，二李为大，牛僧孺为李宗闵之党魁，故又曰牛李。杨嗣复、李宗闵、令狐楚与李德裕大相仇怨。义山为楚门下士，是始乎党牛之党者也……”（见冯浩《玉谿生诗集笺注·附录三》）
10. ↑  陈寅恪指出：“至于李商隐之出自新兴阶级，本应始终属于牛党，方合当时社会阶级之道德，乃忽结婚李党之王氏，以图仕进。不仅牛党目以放利背恩，恐李党亦鄙其轻薄无操。斯义山所以虽秉负绝代之才，复经出入李牛之党，而终于锦瑟年华惘然梦觉者欤?此五十载词人之凄凉身世固极可哀伤，而数百年社会之压迫气流尤为可畏者也。”（《唐代政治史述论稿》第93页，[北京]三联书店1957年版。）
11. ↑  余金龙，《有关李商隐赠刘蕡诗的一些问题》
12. ↑  平野顯照著，張桐生譯：《唐代的文學與佛教》（台北：業強出版社，1987），〈李商隱的佛教與文學〉，頁340-342、350。
13. ↑  平野顯照：〈李商隱的佛教與文學〉，頁327-329。
14. ↑  平野顯照：〈李商隱的佛教與文學〉，頁346-347、352。
15. ↑  平野顯照：〈李商隱的佛教與文學〉，頁354。
16. 1 2  施蛰存，78 李商隐：锦瑟，《唐诗百话》，上海古籍出版社，1988年4月 ISBN 7-5325-0508-1
17. 1 2  刘学锴 余恕诚，《李商隱诗歌集解》，北京·中華書局，1988 ISBN 7-101-00056-8
18. ↑  葉嘉瑩《迦凌論詩叢稿》，北京出版社，2008.4，157，978-7-301-13275-3。
19. ↑  田雯《丹壑诗集序》云：“义山之诗，博奥极矣。摭拾群书，抉搜隐怪”。
20. ↑  陈贻焮，《谈李商隐的咏史诗和咏物诗》，《文学评论》，1962年第6期
21. ↑  1934年12月致杨霁云的信
22. ↑  冯浩，《玉谿生诗集笺注》，上海·上海古籍出版社，1979
23. ↑  黄世中，《〈谒山〉〈玉山〉诗解与千年〈锦瑟〉之谜》，《长沙水电师院学报》，1990年第3期
24. ↑  邢妍妍. . 光明日报.   [2021-03-22].